# Маунтен (Північна Дакота)
Маунтен (англ. Mountain) — місто (англ. city) в США, в окрузі Пембіна штату Північна Дакота. Населення — 80 осіб (2020).

## Географія
Маунтен розташований за координатами 48°41′3″ пн. ш. 97°51′54″ зх. д. / 48.68417° пн. ш. 97.86500° зх. д. (48.684086, -97.864915).  За даними Бюро перепису населення США в 2010 році місто мало площу 0,35 км², уся площа — суходіл. В 2017 році площа становила 0,32 км², уся площа — суходіл.

## Демографія
Згідно з переписом 2010 року, у місті мешкали 92 особи в 30 домогосподарствах у складі 14 родин. Густота населення становила 261 особа/км².  Було 42 помешкання (119/км²).
Расовий склад населення:
| - 97,8 % — білих - 1,1 % — корінних американців - 1,1 % — осіб інших рас |

До двох чи більше рас належало 0,0 %. Частка іспаномовних становила 1,1 % від усіх жителів.
За віковим діапазоном населення розподілялося таким чином: 6,5 % — особи молодші 18 років, 42,4 % — особи у віці 18—64 років, 51,1 % — особи у віці 65 років та старші. Медіана віку мешканця становила 65,5 року. На 100 осіб жіночої статі у місті припадало 80,4 чоловіків;  на 100 жінок у віці від 18 років та старших — 72,0 чоловіків також старших 18 років.
Середній дохід на одне домашнє господарство  становив 47 041 долар США (медіана — 50 625), а середній дохід на одну сім'ю — 59 300 доларів (медіана — 51 875). Медіана доходів становила 43 333 долари для чоловіків та 27 188 доларів для жінок. За межею бідності перебувало 8,9 % осіб, у тому числі 0,0 % дітей у віці до 18 років та 0,0 % осіб у віці 65 років та старших.
Цивільне працевлаштоване населення становило 31 особа. Основні галузі зайнятості: роздрібна торгівля — 22,6 %, науковці, спеціалісти, менеджери — 22,6 %, будівництво — 19,4 %.